# Svjetionik Otočić Sestrica Vela – Tajer
Svjetionik Otočić Sestrica Vela – Tajer je svjetionik na otočiću Sestrica Vela, na sjeverozapadnoj strani Nacionalnog parka Kornati.
Izgrađen je 1876. godine za potrebe obavljanja sigurnije pomorske plovidbe. Do svjetionika se dolazi morskim putem i pristaje se na kameni pristan podignut za potrebe posade svjetionika. Sam svjetionik podignut je na platou visine 47 m nad morem. Kompleks svjetionika sastoji se od glavne zgrade, kule sa svjetionikom i manje pomoćne zgrade.

## Vanjske poveznice
|  | Zajednički poslužitelj ima još gradiva o temi Svjetionik Otočić Sestrica Vela – Tajer |